# Zbrutj
Zbrutj (ukrainsk: Збруч, polsk: Zbrucz) er en flod i det vestlige Ukraine, en venstre biflod til Dnestr.
Det løber på den Podoliske slette fra Avratinian Upland. Navnet Zbrutj er kommer af Zbrutj-idolet, en skulptur af en slavisk guddom fra det 9. århundrede, i form af en søjle med et hoved med fire ansigter, opdaget i 1848 ved floden. Idolet er 2,67 meter i højden. Fra 1851 opbevares statuen i Krakóws arkæologiske museum, men kopier findes på mange museer. Videnskabsmand mener, at idolet en fortolkning af den gamle slaviske gud Svantevit brugt ved dåb af den lokale befolkning.
Ved floden ligger et par små vandkraftværker (Bodnarivs og Martynkivs), mens der langs floden er omkring 140 damme. Floden fungerer som en naturlig grænse mellem oblasterne Ternopil og Khmelnytskyi.
Langs floden er der rekreative områder og badesteder, og den går sig fra den nordøstlige del af Lviv-regionen til de nordlige grænser af Republikken Moldova. Zbruch har ved udmundingen en bredde på omkring 18 meter. Kilden til floden ligger i relativ nærhed af andre floder såsom Horyn og Slutj og plejede at tjene som en alternativ rute for handelsvejen "Væringernes handelsrute til Konstantinopel". Det tidligste navn for floden var formentlig Boruch.
Steder langs floden
- Medobory Naturereservat (nær byerne Husyatyn og Hrymailiv)
- Podilski Tovtry Nationalpark
- Monotjynsk Zakaznyk
- Kudryntsi Slot
- Tjornokozyntsi Slot
- Krydser mellem byerne Pidvolotjysk og Volotjysk og danner historisk set et vigtigt grænsekontrolsted mellem den østrigske krone og det russiske imperium
- Byen Husjatyn, et sted for opdagelse af Zbrutj idol
- Skala-Podilska slot og park (et statsligt arkitektonisk monument)

## Egenskaber
Zbrutj er 247 km lang og dens afvandingsområde er 3.330 km2. Den gennemsnitlige dybde er 1,5-2 m, og den er er 8-11 m bred. Floden har talrige mæandrer, med mange øer og afskårne damme. Hældningen af floden er 0,8 m / km, tværsnitsarealet er 22 m², strømningshastigheden er 0,57 m/s, vandstrømmen er 15,54 m³/sek.
Vigtigste bifloder
- Samtjyk, Samets', Hnyla, Vilkhovyj Potik (til højre)
- Hrabarka, Bovvanets', Sjandrova, Potik Kizja (venstre)